# Mihaela Gurdon-Basimamovic
Mihaela Gurdon-Basimamovic (* 16. September 1971) ist eine ehemalige kroatische Fußballspielerin und aktuelle FIFA-Schiedsrichterin.
Gurdon-Basimamovic kam zwischen 1993 und 1994 zu sieben Länderspiele für Kroatien. Über ihre Stationen auf Vereinsebene ist bisher nichts bekannt.